# Agustín Codazzi (municipalité)
Pour les articles homonymes, voir Agustin Codazzi et Codazzi.
Agustín Codazzi, ou simplement Codazzi, est une municipalité dans le nord-est de la Colombie, dans le département de Cesar.
La commune a été fondée par Felix Arias en 1700, mais le statut de ville ne lui a été reconnu que le 25 février 1958. Le nom de la ville a été choisi en l'honneur d'Agostino Codazzi, géographe et explorateur italien, commandant militaire de Páez.
Elle fait partie de l'aire métropolitaine de Valledupar créée en 2005.